# Yoel Finol
Yoel Segundo Finol Rivas (El Vigía, 21 de septiembre de 1996), es un boxeador profesional venezolano. Recibió una medalla de plata en los Juegos Olímpicos de Río de Janeiro 2016 después de que el medallista de plata original Mijaíl Aloyán, fuera descalificado luego de una prueba de drogas fallida.

## Biografía
Yoel Segundo Finol Rivas nace el 21 de septiembre de 1996 en la ciudad de El Vigía, Estado Mérida. Hijo de Mary Sorani Finol Rivas y un padre ausente; que no se hizo cargo de la familia. Fue criado en compañía de su abuelo Segundo Finol. Creció en el Barrio San Isidro. Desde Pequeño mostró interés por el deporte no solo por los guantes, también en el atletismo con el que tuvo sus primeras medallas de piedra      

## Carrera deportiva
Se inició en el boxeo en 2006 y es zurdo (Southpaw). Obtuvo sus primeros triunfos en campeonatos nacionales de su país, donde logró los primeros lugares en el Campeonato Nacional Juvenil, en las categorías -34 kilos (2011) y -40 kilos (2012), y en los Juegos Nacionales Juveniles, en la categoría -49 kilos (2013). En 2014 participó en el Campeonato Mundial Juvenil de la Asociación Internacional de Boxeo (AIBA), realizado en Sofía (Bulgaria), donde quedó en la 7.º posición.
En 2015 representó a Venezuela en los Juegos Panamericanos realizados en Toronto, Canadá, en donde logró la medalla de bronce en peso minimosca (-49 kg). Ese mismo año, logró medalla de oro en el Campeonato Continental de la American Boxing Confederation (AMBC), esta vez en peso mosca (-52 kilos), tras derrotar en la final al cubano Yosbany Veitía por 2-1.
En 2016 obtuvo medalla de oro en peso mosca en el Preolímpico Mundial realizado en Vargas (Venezuela), tras vencer al alemán Hamza Touba por 3-0. Con ello, clasificó a los Juegos Olímpicos de Río de Janeiro 2016. En la cita olímpica, cayó en semifinales ante el uzbeko Shakobidin Zoirov, obteniendo medalla de bronce.
Yoel Finol obtuvo la medalla de plata por reclasificación, Luego de que el ganador de la medalla de plata, el ruso Misha Aloian, fuera descalificado por dopaje.

## Registro de boxeo profesional
| Nro. | Resultado | Adversario       | Record   | Tipo | Asaltos | Fecha      | Ubicación                                         | evento               |
| ---- | --------- | ---------------- | -------- | ---- | ------- | ---------- | ------------------------------------------------- | -------------------- |
| 3    | Ganó      | Javier Martínez  | 3–0-0(1) | UD   | 6/6     | 2020-12-17 | Discoteca Kilymandiaro, Puerto Colombia, Colombia | Concurso Gallo       |
| 2    | Ganó      | Carmelo Mármol   | 2–0-0(1) | UD   | 6/6     | 2019-12-19 | Coliseo Sugar Baby Rojas, Barranquilla, Colombia  | Concurso Super Gallo |
| 1    | Ganó      | Jeyson Cervantes | 1–0-0(1) | TKO  | 4/6     | 2019-07-06 | Coliseo Sugar Baby Rojas, Barranquilla, Colombia  | Concurso Gallo       |